# Floyd Robinson
Floyd Robinson est un chanteur de musique country, né à Nashville le 10 août 1932 (et non en 1937 ou 1938 comme on le voit dans des biographies établies plus tard) et mort le 28 mai 2016 à Hendersonville, qui a eu sa brève heure de gloire à la fin des années 1950.

## Biographie
Lorsqu'il fréquentait le collège, Robinson se faisait connaître en participant a des émissions sur les stations de radio de Nashville, WLAC et WSM. Il lance au début des années cinquante une formation, The Eagle Rangers, avec Hank Williams, Jerry Rivers, le bassiste Bob Moore et le guitariste Little Johnny Dickens. En 1954 il enregistre cinq singles pour le label Kong. La même année il est parolier pour son cousin Jesse Lee Turner qui enregistre chez RCA et lui procure un hit, The Little Space Girl, qui atteint la 20e place au Billboard Hot 100.
Mais c'est Makin' Love, que Floyd Robinson chante lui-même, qui le fera connaître en septembre 1959. Le single se vend à plus d'un million d'exemplaires aux États-Unis, se classe à la 9e place en Grande-Bretagne en janvier 1960. Le titre est largement diffusé par les radios en Europe continentale, où il est un des premiers morceaux assimilables au rock 'n' roll à toucher le grand public. Il sera bientôt repris en français sous le titre T'aimer follement (par Johnny Hallyday et Dalida), ainsi qu'en allemand, espagnol (Locamente te amaré), italien et néerlandais.
RCA a sorti cinq singles de lui. À partir de 1960 il enregistre aussi pour Jamie, Dot, Groove et United Artists. Il participe également à des sessions pour Duane Eddy.
En 1972 et 1975 Floyd Robinson enregistre un single avec son cousin Jesse Lee Turner.
Depuis 1985, Robinson est retiré en Floride où il possède une agence de voitures d'occasion.